# Оськін Олександр Іванович
Олександр Іванович Оськін (19 серпня 1912, село Нєфьодкіно Самарської губернії, тепер Похвистнєвського району Самарської області, Російська Федерація — 10 серпня 1971, місто Москва, тепер Російська Федерація) — радянський діяч, комбайнер Ілецької МТС Оренбурзької області, кандидат сільськогосподарських наук (1956), доцент. Делегат Надзвичайного VIII з'їзду Рад СРСР (1936) та Надзвичайного XVII Всеросійського з'їзду Рад (1937). Депутат Верховної Ради СРСР 1-го скликання.

## Біографія
Народився в селянській родині.
З 1935 року працював комбайнером Ілецької машинно-тракторної станції (МТС) Оренбурзької області. У 1935 році комбайном «Комунар» (СЗК) зібрав за сезон 716 га (при нормі 160 га). Вперше в СРСР почав працювати вночі, при ліхтарях. У 1936—1942 роках разом з братом Архипом збирав комбайном зерно із площі 37451 га, або в середньому по 5350 га за сезон (при нормі 360 га).
На 1937 рік — студент Московської сільськогосподарської академії імені Тимірязєва.
Член ВКП(б) з 1939 року.
Під час німецько-радянської війни — голова виконавчого комітету Мустаївської районної ради депутатів трудящих Оренбурзької області.
У листопаді 1945 року повернувся до навчання в сільськогосподарській академії, яку закінчив у 1949 році.
З 1949 року працював асистентом в Московській сільськогосподарській академії імені Тимірязєва. З 1962 року — доцент, у 1962—1964 роках обирався головою профспілкового комітету Московської сільськогосподарської академії імені Тимірязєва.
Помер 10 серпня 1971 року у Москві.

## Нагороди
- два ордени Леніна (13.12.1935)
- орден Трудового Червоного Прапора
- орден «Знак Пошани»
- медаль «За доблесну працю у Великій Вітчизняній війні 1941—1945 рр.» (1945)
- медаль «За освоєння цілинних земель» (1956)
- Велика золота медаль Всесоюзної сільськогосподарської виставки
- Мала золота медаль Всесоюзної сільськогосподарської виставки
- медалі
- Сталінська премія ІІІ ст. (1951) — за вдосконалення методів роботи на зернових комбайнах.